# MAZE Voices
MAZE Voices is een Nederlandse vocal group uit Rotterdam die voornamelijk a capella muziek zingt. De groep bestaat uit 20 zangers en staat onder leiding van Merel Martens. In 2018 werd zij op het Nederlands Koorfestival uitgeroepen tot 'Dirigent van het jaar'. Op hetzelfde festival won MAZE de titel 'Koor van het jaar'. Daarnaast wonnen zij ook het Balk Top festival in 2017.  De eerste cd van MAZE (lost in voices) bevat 6 nummers die gearrangeerd/gecomponeerd zijn door leden van MAZE. Ook heeft deze groep videoclips uitgebracht, waaronder 'Cake by the ocean', 'The Maze' en 'Bridge over Troubled Water'. MAZE treedt veel op in binnen- en buitenland en zal vanaf november 2019 het land intrekken met een theatershow.